# Bojinka-complot
Het Bojinka-complot was een plan voor een terroristische aanslag bestaande uit drie fasen:
- de moord op paus Johannes Paulus II tijdens zijn bezoek aan de Filipijnen;
- 11 vliegtuigen opblazen tijdens hun vlucht van Azië naar de Verenigde Staten met als doel ongeveer 4.000 passagiers te doden en het vliegverkeer te ontregelen;
- een vliegtuig neer laten storten op het hoofdkwartier van de Central Intelligence Agency (CIA) in Fairfax County, Virginia, Verenigde Staten.

De aanslagen hadden moeten plaatsvinden in januari 1995 en werden gepland door Ramzi Yousef en zijn oom Khalid Sjeik Mohammed, beiden gelinkt aan Al Qaida. De financiering kwam onder andere van Osama bin Laden.
De voorbereidingen voor het plan werden verstoord nadat een chemische brand in het appartement waar de bommen werden gemaakt de aandacht trok van de Filipijnse politie op 6-7 januari 1995. Daarbij werden de plannen op een laptop gevonden. Yousef en Mohammed konden geen van de drie aanvallen uitvoeren. De enige dode die viel met betrekking tot het plan was het gevolg van een testbom die door Yousef op Philippine Airlines-vlucht 434 was aangebracht. Het vliegtuig maakte een succesvolle noodlanding op een eiland in de Grote Oceaan.